# Jurij Nikulin
Jurij Vladimirovitj Nikulin (russisk: Юрий Владимирович Никулин født 18. december 1921, død 21. august 1997) var en sovjetisk og russisk skuespiller og klovn, der medvirkede i mange populære film. 
Han er bedst kendt for sine roller i Leonid Gajdajs komedier, såsom Diamantarmen og Kavkazskaja plennitsa, ili Novyje prikljutjenija Sjurika (da.: Den kaukasiske fange, eller Sjuriks nye eventyr), selvom han lejlighedsvis medvirkede i dramatiske roller. Han havde endvidere en stor karriere som klovn ved Cirkusset i Moskva, der tog navn efter Nilkulin.
Han blev i 1973 tildelt hæderen Folkets Kunstner i USSR og Det Socialistiske Arbejdes Helt i 1990. Han modtog også en række statspriser, herunder den prestigefyldte Leninorden, som han modtog to gange.

## Biografi

### Opvækst og militærkarriere
Nikulin blev født i byen Demidov i Smolensk oblast lige efter afslutningen af Den Russiske Borgerkrig. Familien flyttede til Moskva i 1925. Jurij forlod skolen i Moskva i 1939 og blev få måneder senere indkaldt til militærtjeneste. 
Nikulin blev indkaldt til Den Røde Hær den 18. november 1939 i en alder af 17 år. I december 1939 blev han sendt til vinterkrigen mod Finland og gjorde tjeneste ved et luftværnsbatteri nær Sestroretsk.
I 1941 ventede Nikulin på hjemsendelse, men da den tyske invasion af Sovjetunionen begyndte, blev hjemsendelsen udskudt. Han blev i 1942 med sin deling placeret i nærheden af det belejrede Leningrad. Efter krigens afslutning blev han i begyndelsen af 1946 hjemsendt fra hæren. 

### Cirkuskarriere
Da krigen sluttede, forsøgte Nikulin uden held at komme ind på skuespillerskolen VGIK. Han blev i stedet optaget på Noginsk teaterskole, men ombestemte sig snart og gik ind i Moskva-cirkusskolen. 
Nikulins stil, præcise timing og hans sjove masker gjorde ham til en fremragende komiker. Han begyndte som assistent for Karandasj, dengang den mest berømte klovn i USSR. I cirkusskolen mødte Nikulin Mikhail Shuidin. De dannede en klovneduo og optrådte sammen gennem hele deres karriere.
I manegen spillede Nikulin en flegmatisk, langsom og ikke-smilende person. Han blev også uden for USSR hyldet som "en hjerneklovn" med rig mimik og udtryksfuldhed, og sammenlignet med Buster Keaton og Charlie Chaplin.
Nikulin stoppede med at optræde som klovn som 60-årig. Han forklarede, at "en klovn skal ikke være grå og se patetisk ud". 
Han blev direktør for Moskvas Cirkus på Tsvetnoj Boulevard og blev efterfulgt på posten af sin søn Maxim. Efter Nikulins død i 1997 blev det cirkusset omdøbt til Nikulin Cirkus til ære for ham. Et bronzemonument til minde om Nikulin er placeret foran cirkusset.

### Filmskuespiller
Hans fik debut som filmskuespiller i 1958 i filmen The Girl with the Guitar . Han optrådte i næsten et dusin spillefilm, hovedsageligt i 1960'erne og 1970'erne, og opnåede stor succes i kortfilm instrueret af Leonid Gajdaj . " 
I de første to film med Gajdaj, Dog Barbos and the Unusual Cross og senere Samogonsjjiki (da.: Hjemmebrænderne, 1961), blev Nikulin præsenteret som en karakter ved navn Fjols i en trio sammen med Georgij Vitsin som "Kujonen" og Jevgenij Morgunov som "Prof". I tidligere sovjetrepublikker er han især kendt for sin rolle i populære filmserier om den kriminelle trio. Serien inkluderede film som Operatsija Y i drugije prikljutjenija Sjurika (da.: Operation Y og Shuriks andre eventyr og Kavkazskaja plennitsa, ili Novyje prikljutjenija Sjurika (da.: Den kaukasiske fange, eller Sjuriks nye eventyr).
Hans mest populære film er komedierne Diamantarmen, 12 stuljev (da.: 12 Stole), Stariki-razbojniki (da.: Bedstefar-røverne). Hans dramatiske talent afslørede sig i tragiske roller i Andrej Tarkovskijs Den yderste dom og flere film om Anden Verdenskrigs temaer (Sergej Bondartjuks Oni srazjalis za Rodinu (da.: De kæmpede for Moderlandet og Aleksej Germans Dvadtsat dnej bez vojny (da.: Tyve dage uden krig).

### Familie
I 1949 mødte Nikulin sin fremtidige ægtefælle, Tatiana Pokroskaja, en rytter og en elev fra Timirjazev Agricultural Academy . Hun begyndte at arbejde i cirkus, deltog i mange af hans skuespil og rejste med Nikulin og Shuidin. Tatiana spiller også mindre roller i flere af Nikulins film. 

### Død
Juri Nikulin døde den 21. august 1997 og blev begravet på Novodevitjekirkegården i Moskva.

## Filmografi
| År   | Originaltitel                                            | Dansk titel                                     | Rolle                        | Noter                                                                |
| ---- | -------------------------------------------------------- | ----------------------------------------------- | ---------------------------- | -------------------------------------------------------------------- |
| 1958 | Devusjka s gitaroj                                       | Pige med guitar                                 | Brandmand                    |                                                                      |
| 1959 | Nepoddajusjjijesja                                       | De unævnelige                                   | Vasilij Kljatjkin            |                                                                      |
| 1960 | Jasja Toporkov                                           |                                                 | Prosja                       |                                                                      |
| 1960 | Mjortvyje dusji                                          | Døde sjæle                                      | Tjener                       | Ukrediteret                                                          |
| 1961 | Drug moj, Kolka!                                         | Min ven, Kolka!                                 | Chaufføren Vasja             |                                                                      |
| 1961 | Tjelovek niotkuda                                        | Manden fra ingenting                            | Politimand                   |                                                                      |
| 1961 | Pjos Barbos i neobytjnyj kross                           | Hunden Barbos og et usædvanligt kryds           | Fjols                        | Kortfilm; en del af almanakken Soversjenno serjozno (Helt alvorligt) |
| 1962 | Samogonsjjiki                                            | Hjemmebrænderne                                 | Fjols                        | Kortfilm                                                             |
| 1962 | Kogda derevja byli bolsjimi                              | Da træerne var store                            | Kuzma Kuzmitj Jordanov       |                                                                      |
| 1962 | Molodo-zeleno                                            | Ung-grøn                                        | Nikolaj, chauffør            |                                                                      |
| 1963 | Bez strakha i upryoka                                    |                                                 |                              |                                                                      |
| 1963 | Delovyje ljudi                                           | Forretningsfolk                                 | Tyv                          |                                                                      |
| 1964 | Bolsjoj fitil                                            | Store fitil                                     | Tyven Petja-Petusjok         |                                                                      |
| 1965 | Ko mne, Mukhtar!                                         | Коm her, Mukhtar!                               | Politiløjtnant Glazytjev     |                                                                      |
| 1965 | Dajte zjalobnuju knigu                                   | Giv mig en bog med klager                       | Sælger                       |                                                                      |
| 1965 | Fantazyory                                               |                                                 |                              |                                                                      |
| 1965 | Operatsija Y i drugije prikljutjenija Sjurika            | Operation Y og Sjuriks andre eventyr            | Fjols                        | Del af Operation Y                                                   |
| 1966 | Kavkazskaja plennitsa, ili Novyje prikljutjenija Sjurika | Den kaukasiske fange, eller Sjuriks nye eventyr | Fjols                        |                                                                      |
| 1966 | Andrej Rubljov                                           | Den yderste dom                                 | Patriark                     |                                                                      |
| 1966 | Malenkij begletj                                         | Lille flygning                                  | Klovnen Nikulin              |                                                                      |
| 1967 | Sem starikov i odna devusjka                             | Syv gamle mænd og en pige                       | Fjols                        |                                                                      |
| 1969 | Novenkaja                                                | Nybegynder                                      | Jevgenij Ivanovitj           |                                                                      |
| 1969 | Brilliantovaja ruka                                      | Diamantarmen                                    | Semjon Semjonovitj Gorbunkov |                                                                      |
| 1970 | Deniskiny rasskazy                                       | Deniskas fortællinger                           |                              |                                                                      |
| 1971 | 12 stuljev                                               | 12 stole                                        | Pedellen Tikhon              |                                                                      |
| 1972 | Stariki-razbojniki                                       | Bedstefar-røverne                               | Nikolaj Mjatjikov            |                                                                      |
| 1972 | Telegramma                                               | Telegram                                        | Fedor Fedorovitj             |                                                                      |
| 1972 | Totjka, totjka, zapjataja...                             | Punktum, punktum, komma…                        | Sjiltsovs far                |                                                                      |
| 1975 | Oni srazjalis za Rodinu                                  | De kæmpede for Moderlandet                      | Nekrasov                     |                                                                      |
| 1976 | Trikljutjenija Travki                                    | Travkas eventyr                                 |                              |                                                                      |
| 1977 | Dvadtsat dnej bez vojny                                  | Tyvw dage uden krig                             | Major Lopatin                |                                                                      |
| 1977 | Bobik v gostjakh u barbosa                               | Bobik på besøg i Barbos                         | Bobik / bedstefar            | Kortfilm, stemme                                                     |
| 1983 | Ne khotju byt vzroslym                                   | Jeg vil ikke være voksen                        | Klovn                        |                                                                      |
| 1983 | Jeralasj                                                 |                                                 | Onkel Jura                   |                                                                      |
| 1984 | Tjutjelo                                                 | Fugleskræmsel                                   | Nikolaj Bessoltsev           |                                                                      |
| 1991 | Kapitan Krokus                                           | Kaptajn Krokus                                  | Forfatter                    | introduktion; sidste optræden                                        |